# Palma d'oro

Logo della Palma d'oro

La Palma d'oro (in francese: Palme d'or) è il premio principale assegnato nel corso della manifestazione cinematografica del Festival di Cannes, che è, insieme alla Mostra internazionale d'arte cinematografica di Venezia e il Festival internazionale del cinema di Berlino, uno dei più importanti festival cinematografici del mondo. 
La Palma d'Oro viene assegnata al miglior film tra quelli in competizione. Fu introdotta nel 1955 dalla commissione organizzatrice.

## Storia

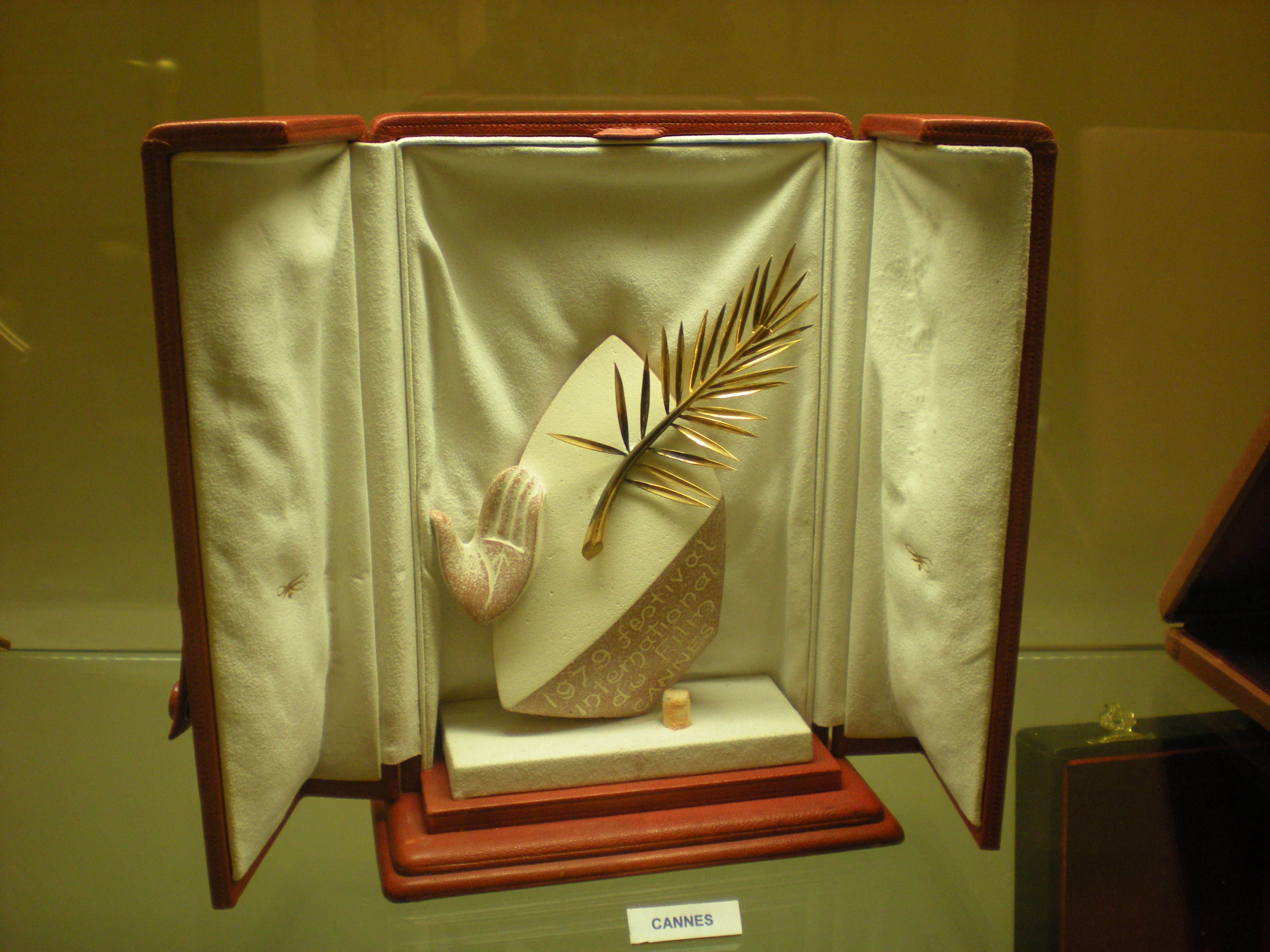
La Palma d'oro assegnata ad Apocalypse Now al Festival di Cannes 1979.

Dal 1939 al 1954 la giuria del Festival di Cannes premiava il miglior film con il Grand Prix of the International Film Festival. L'edizione del 1947 non ebbe un unico vincitore ma furono introdotte cinque categorie e fu premiato un film per ciascuna categoria. Il premio era rappresentato da un'opera di un artista contemporaneo diverso ogni anno. Alla fine del 1954 la commissione organizzatrice del festival invitò diversi gioiellieri ad inviare un disegno di una Palma come tributo allo stemma araldico della città di Cannes. Il disegno originale della famosa gioielliera Lucienne Lazon aveva l'estremità inferiore del gambo smussata, per formare un cuore, e il basamento era una scultura in terracotta dell'artista Sébastien.
La prima Palma d'Oro della storia del festival fu vinta nel 1955 da Delbert Mann per il suo film Marty, vita di un timido, e rimase il premio principale fino al 1964, quando il Festival temporaneamente riprese a premiare il Grand Prix du Festival per problemi di copyright con la Palma. 
Nel 1975 la Palma d'Oro fu reintrodotta definitivamente e divenne nuovamente il simbolo del Festival di Cannes.
Dalla sua reintroduzione nel 1975 la Palma è stata ridisegnata più volte. Nel 1984 la figura arrotondata del basamento divenne piramidale. Nel 1992 Thierry de Bourqueney ha riprogettato la palma ed il relativo basamento in cristallo. Nel 1997 la palma è stata nuovamente modernizzata da Caroline Scheufele.

## Albo d'oro

### Grand Prix du Festival International du Film (1939-54)
- 1939: La via dei giganti, regia di Cecil B. DeMille  ·   Stati Uniti  (vincitore retroattivo della Palma d'Oro, assegnato nel 2002)[1]
- 1946
  - La grande svolta (Великий перелом, Velikij perelom), regia di Fridrich Markovič Ėrmler  ·   Unione Sovietica
  - Uomini senz'ali (Muzi bez krídel), regia di František Čáp  ·   Cecoslovacchia
  - L'ultima speranza (Die Letzte Chance), regia di Leopold Lindtberg  ·   Svizzera
  - Spasimo (Hets), regia di Alf Sjöberg  ·   Svezia
  - La vergine indiana (María Candelaria Xochimilco), regia di Emilio Fernández  ·   Messico
  - Roma città aperta, regia di Roberto Rossellini  ·   Italia
  - Neecha nagar (नीचा नगर), regia di Chetan Anand  ·   India
  - Breve incontro (Brief Encounter), regia di David Lean  ·   Regno Unito
  - Sinfonia pastorale (La symphonie pastorale), regia di Jean Delannoy  ·   Francia
  - Giorni perduti (The Lost Weekend), regia di Billy Wilder  ·   Stati Uniti
  - I campi scarlatti  (De røde enge), regia di Bodil Ipsen e Lau Lauritzen  ·   Danimarca
- 1947
  - Categoria Poliziesco-Avventura: I maledetti (Les maudits), regia di René Clément  ·   Francia
  - Categoria Amore e psicologia: Amore e fortuna (Antoine et Antoinette), regia di Jacques Becker  ·   Francia
  - Categoria Denuncia sociale: Odio implacabile (Crossfire), regia di Edward Dmytryk  ·   Stati Uniti
  - Categoria Disegni animati: Dumbo - L'elefante volante, regia di Ben Sharpsteen e Walt Disney  ·   Stati Uniti
  - Categoria Musicale: Ziegfeld Follies, regia di Lemuel Ayers, Roy Del Ruth, Robert Lewis, Vincente Minnelli, Merril Pye, George Sidney e Charles Walters  ·   Stati Uniti
- 1949: Il terzo uomo (The Third Man), regia di Carol Reed  ·   Regno Unito
- 1951
  - La notte del piacere (Fröken Julie), regia di Alf Sjöberg  ·   Svezia
  - Miracolo a Milano, regia di Vittorio De Sica  ·   Italia
- 1952
  - Otello (Othello), regia di Orson Welles  ·   Stati Uniti
  - Due soldi di speranza, regia di Renato Castellani  ·   Italia
- 1953: Vite vendute (Le salaire de la peur), regia di Henri-Georges Clouzot  ·   Francia
- 1954: La porta dell'inferno (地獄門), regia di Teinosuke Kinugasa  ·   Giappone

### Palme d'Or (1955-63)
- 1955: Marty, vita di un timido (Marty), regia di Delbert Mann  ·   Stati Uniti
- 1956: Il mondo del silenzio (Le monde du silence), regia di Jacques-Yves Cousteau e Louis Malle  ·   Francia
- 1957: La legge del Signore (Friendly Persuasion), regia di William Wyler  ·   Stati Uniti
- 1958: Quando volano le cicogne (Летят журавли), regia di Michail Konstantinovič Kalatozov  ·   Unione Sovietica
- 1959: Orfeo negro (Orfeu Negro), regia di Marcel Camus  ·   Francia
- 1960: La dolce vita, regia di Federico Fellini  ·   Italia
- 1961
  - L'inverno ti farà tornare (Une aussi longue absence), regia di Henri Colpi  ·   Francia
  - Viridiana, regia di Luis Buñuel  ·   Messico
- 1962: La parola data (O Pagador de Promessas), regia di Anselmo Duarte  ·   Brasile
- 1963: Il Gattopardo, regia di Luchino Visconti  ·   Italia

### Grand Prix du Festival International du Film (1964-74)
- 1964: Les Parapluies de Cherbourg, regia di Jacques Demy  ·   Francia
- 1965: Non tutti ce l'hanno (The Knack… And How To Get It), regia di Richard Lester  ·   Regno Unito
- 1966
  - Un uomo, una donna (Un homme et une femme), regia di Claude Lelouch  ·   Francia
  - Signore & signori, regia di Pietro Germi  ·   Italia
- 1967: Blow-Up, regia di Michelangelo Antonioni  ·   Italia
- 1969: Se... (If…), regia di Lindsay Anderson  ·   Regno Unito
- 1970: M*A*S*H, regia di Robert Altman  ·   Stati Uniti
- 1971: Messaggero d'amore (The Go-Between), regia di Joseph Losey  ·   Regno Unito
- 1972
  - La classe operaia va in paradiso, regia di Elio Petri  ·   Italia
  - Il caso Mattei, regia di Francesco Rosi  ·   Italia
- 1973
  - Un uomo da affittare (The Hireling), regia di Alan Bridges  ·   Regno Unito
  - Lo spaventapasseri (Scarecrow), regia di Jerry Schatzberg  ·   Stati Uniti
- 1974: La conversazione (The Conversation), regia di Francis Ford Coppola  ·   Stati Uniti

### Palma d'Oro (1975-oggi)

#### Anni 1970
- 1975: Cronaca degli anni di brace (Chronique des années de braise), regia di Mohammed Lakhdar-Hamina  ·   Algeria
- 1976: Taxi Driver, regia di Martin Scorsese  ·   Stati Uniti
- 1977: Padre padrone, regia di Paolo e Vittorio Taviani  ·   Italia
- 1978: L'albero degli zoccoli, regia di Ermanno Olmi  ·   Italia
- 1979
  - Apocalypse Now, regia di Francis Ford Coppola  ·   Stati Uniti
  - Il tamburo di latta (Die Blechtrommel), regia di Volker Schlöndorff  ·   Germania Ovest

#### Anni 1980
- 1980
  - All That Jazz - Lo spettacolo comincia (All That Jazz), regia di Bob Fosse  ·   Stati Uniti
  - Kagemusha - L'ombra del guerriero (影武者), regia di Akira Kurosawa  ·   Giappone
- 1981: L'uomo di ferro (Człowiek z żelaza), regia di Andrzej Wajda  ·   Polonia
- 1982
  - Missing - Scomparso (Missing), regia di Costa-Gavras  ·   Grecia
  - Yol, regia di Yilmaz Güney e Şerif Gören  ·   Turchia
- 1983: La ballata di Narayama (楢山節考), regia di Shōhei Imamura  ·   Giappone
- 1984: Paris, Texas, regia di Wim Wenders  ·   Germania Ovest
- 1985: Papà... è in viaggio d'affari (Отац на службеном путу), regia di Emir Kusturica  ·   Jugoslavia
- 1986: Mission (The Mission), regia di Roland Joffé  ·   Regno Unito
- 1987: Sotto il sole di Satana (Sous le soleil de Satan), regia di Maurice Pialat  ·   Francia
- 1988: Pelle alla conquista del mondo (Pelle erobreren), regia di Bille August  ·   Danimarca
- 1989: Sesso, bugie e videotape (Sex, Lies, and Videotape), regia di Steven Soderbergh  ·   Stati Uniti

#### Anni 1990
- 1990: Cuore selvaggio (Wild At Heart), regia di David Lynch  ·   Stati Uniti
- 1991: Barton Fink - È successo a Hollywood (Barton Fink), regia di Joel Coen  ·   Stati Uniti
- 1992: Con le migliori intenzioni (Den goda viljan), regia di Bille August  ·   Danimarca
- 1993
  - Addio mia concubina (霸王別姬), regia di Chen Kaige  ·   Cina
  - Lezioni di piano (The Piano), regia di Jane Campion  ·   Nuova Zelanda
- 1994: Pulp Fiction, regia di Quentin Tarantino  ·   Stati Uniti
- 1995: Underground (Подземље), regia di Emir Kusturica  ·   Jugoslavia
- 1996: Segreti e bugie (Secrets & Lies), regia di Mike Leigh  ·   Regno Unito
- 1997
  - Il sapore della ciliegia (طعم گيلاس), regia di Abbas Kiarostami  ·   Iran
  - L'anguilla (うなぎ), regia di Shōhei Imamura  ·   Giappone
- 1998: L'eternità e un giorno (Μια αιωνιότητα και μια μέρα), regia di Theo Angelopoulos  ·   Grecia
- 1999: Rosetta, regia di Jean-Pierre e Luc Dardenne  ·   Belgio

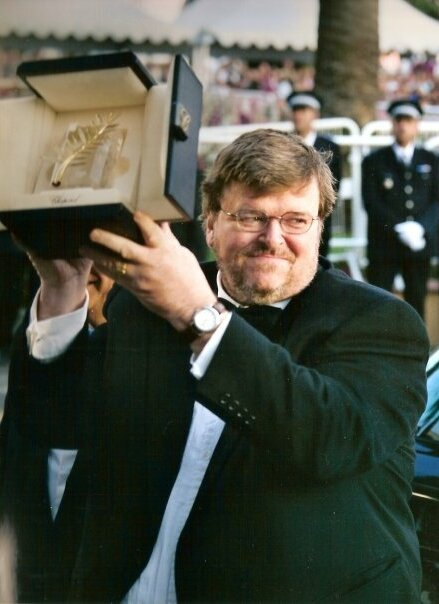
Michael Moore ha ricevuto la Palma d'oro al Festival di Cannes per il film Fahrenheit 9/11 nel 2004.

#### Anni 2000

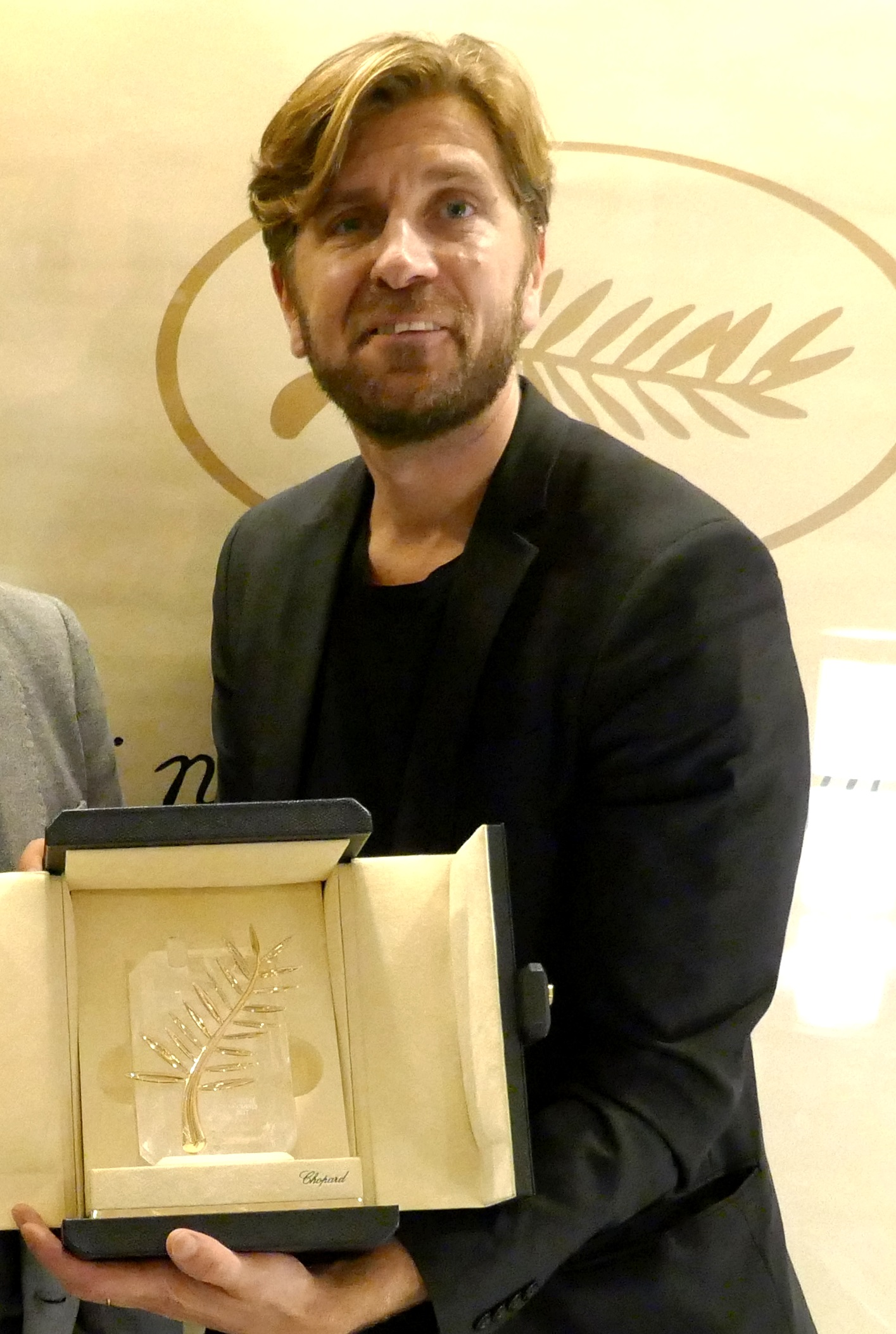
Ruben Östlund con la Palma d'oro al Festival di Cannes nel 2017 per il film The Square.

- 2000: Dancer in the Dark, regia di Lars von Trier  ·   Danimarca
- 2001: La stanza del figlio, regia di Nanni Moretti  ·   Italia
- 2002: Il pianista (The Pianist), regia di Roman Polański  ·   Francia
- 2003: Elephant, regia di Gus Van Sant  ·   Stati Uniti
- 2004: Fahrenheit 9/11, regia di Michael Moore  ·   Stati Uniti
- 2005: L'Enfant - Una storia d'amore (L'Enfant), regia di Jean-Pierre e Luc Dardenne  ·   Belgio
- 2006[2]: Il vento che accarezza l'erba (The Wind That Shakes the Barley), regia di Ken Loach  ·   Regno Unito
- 2007[3]: 4 mesi, 3 settimane, 2 giorni (4 luni, 3 săptămâni şi 2 zile), regia di Cristian Mungiu  ·   Romania
- 2008[4]: La classe - Entre les murs (Entre les murs), regia di Laurent Cantet  ·   Francia
- 2009[5]: Il nastro bianco (Das weiße Band - Eine deutsche Kindergeschichte ), regia di Michael Haneke  ·   Austria

#### Anni 2010
- 2010[6]: Lo zio Boonmee che si ricorda le vite precedenti (ลุงบุญมีระลึกชาติ), regia di Apichatpong Weerasethakul  ·   Thailandia
- 2011[7]: The Tree of Life, regia di Terrence Malick  ·   Stati Uniti
- 2012[8]: Amour, regia di Michael Haneke  ·   Austria
- 2013[9]: La vita di Adele (La Vie d'Adèle), regia di Abdellatif Kechiche  ·   Francia
- 2014[10]: Il regno d'inverno - Winter Sleep (Kış Uykusu), regia di Nuri Bilge Ceylan  ·   Turchia
- 2015[11]: Dheepan - Una nuova vita (Dheepan), regia di Jacques Audiard  ·   Francia
- 2016[12]: Io, Daniel Blake (I, Daniel Blake), regia di Ken Loach  ·   Regno Unito
- 2017[13][14]: The Square, regia di Ruben Östlund  ·   Svezia
- 2018[15]: Un affare di famiglia (万引き家族), regia di Hirokazu Kore'eda  ·   Giappone
- 2019[16]: Parasite (기생충), regia di Bong Joon-ho  ·   Corea del Sud

#### Anni 2020
- 2021[17]: Titane, regia di Julia Ducournau  ·   Francia
- 2022[14]: Triangle of Sadness, regia di Ruben Östlund  ·   Svezia
- 2023[18]: Anatomia di una caduta (Anatomie d'une chute), regia di Justine Triet  ·   Francia
- 2024: Anora, regia di Sean Baker  ·   Stati Uniti
- 2025: Yek tasādof-e sāde, regia di Jafar Panahi  ·   Iran

## Vincitori di più edizioni
- Alf Sjöberg (1946, 1951)  Svezia
- Francis Ford Coppola (1974, 1979)  Stati Uniti
- Shōhei Imamura (1983, 1997)  Giappone
- Emir Kusturica (1985, 1995)  Jugoslavia/ Jugoslavia
- Bille August (1988, 1992)  Danimarca
- Jean-Pierre e Luc Dardenne (1999, 2005)  Belgio
- Michael Haneke (2009, 2012)  Austria
- Ken Loach (2006, 2016)  Regno Unito
- Ruben Östlund (2017, 2022)  Svezia

## Palme d'oro conferite all'unanimità
Sono state diciannove le edizioni del Festival in cui tutti i membri della giuria sono stati concordi sul primo premio.
- La via dei giganti, 1939
- Marty, vita di un timido, 1955
- Orfeo negro, 1959
- La dolce vita, 1960
- L'inverno ti farà tornare (ex aequo); Viridiana (ex aequo), 1961
- Il Gattopardo, 1963
- La classe operaia va in paradiso (ex aequo) Il caso Mattei (ex aequo), 1972
- L'albero degli zoccoli, 1978
- Missing - Scomparso (ex aequo); Yol (ex aequo), 1982
- Paris, Texas, 1984
- Papà... è in viaggio d'affari, 1985
- Sotto il sole di Satana, 1987
- Barton Fink - È successo a Hollywood, 1991
- L'eternità e un giorno, 1998
- Rosetta, 1999
- Il vento che accarezza l'erba, 2006
- La classe - Entre les murs, 2008
- La vita di Adele, 2013
- Parasite, 2019

## Vincitori per paese d'origine
| Stati Uniti      | 21 |
| Francia          | 14 |
| Italia           | 12 |
| Regno Unito      | 10 |
| Giappone         | 5  |
| Danimarca        | 4  |
| Svezia           | 4  |
| Austria          | 2  |
| Belgio           | 2  |
| Unione Sovietica | 2  |
| Germania Ovest   | 2  |
| Turchia          | 2  |
| Iran             | 2  |
| Brasile          | 1  |
| Jugoslavia       | 1  |
| Jugoslavia       | 1  |
| Algeria          | 1  |
| Cina             | 1  |
| Cecoslovacchia   | 1  |
| Grecia           | 1  |
| India            | 1  |
| Messico          | 1  |
| Nuova Zelanda    | 1  |
| Polonia          | 1  |
| Spagna           | 1  |
| Svizzera         | 1  |
| Romania          | 1  |
| Thailandia       | 1  |
| Corea del Sud    | 1  |